# N26
N26 Bank SE (conosciuta come Number 26 fino a luglio 2016) è una banca diretta, tedesca, con sede a Berlino, che offre servizi finanziari a clienti di vari stati membri dell'Area unica dei pagamenti in euro (SEPA). Le operazioni nel Regno Unito sono state sospese nell'aprile 2020 a causa delle incertezze dovute alla Brexit.

## Storia
Nell'aprile 2016, N26 ha ricevuto € 10 milioni in un primo turno di finanziamenti da parte di Valar Ventures.
Valar Ventures è stata co-fondata da Peter Thiel, cofondatore di PayPal.
Inizialmente ha iniziato le operazioni senza possedere una licenza bancaria: era semplicemente un'interfaccia all'utilizzatore, mentre il back-end era fornito da Wirecard. Nel luglio 2016 la società ha cambiato nome in N26 Bank, avendo ricevuto l'autorizzazione all'attività bancaria da parte della BaFin, l'autorità federale di vigilanza finanziaria tedesca.
Nel dicembre 2016 la società N26 ha annunciato che il suo conto corrente di base sarebbe diventato disponibile per 17 paesi dell'Eurozona.
A marzo 2018, N26 ha annunciato un'offerta di capitale di rischio di serie C.
È diventata disponibile per i clienti residenti negli Stati Uniti, dopo aver inizialmente ipotizzato una data di lancio nel 2018.
L'11 gennaio 2021 N26 ha interrotto definitivamente il suo servizio negli Stati Uniti a 500.000 clienti per poter rafforzare la sua presenza sul mercato europeo.

## Sanzioni e provvedimenti

### Politiche antiriciclaggio
Il 28 marzo 2022 Banca d'Italia ha emesso un provvedimento contro l'istituto di credito tedesco, a causa di significative carenze nel rispetto della normativa vigente in materia di antiriciclaggio. Tale provvedimento ha portato pesanti limitazioni dell'attività di N26 in Italia, tra cui l'impossibilità di aprire nuovi conti correnti e la limitazione nella vendita di prodotti finanziari. 

### Controllo di identità
Nel giugno 2021, l'istituto è stato oggetto di una sanzione da parte dell'Ente finanziario regolatore tedesco BanFin, a causa della carenza di controllo sull'identità effettiva degli aspiranti correntisti; come infatti dimostrato da varie inchieste giornalistiche precedenti, era molto facile aggirare l'algoritmo e i controlli di verifica sull'identità, caricando addirittura documenti falsi.